# Malval (rivière)
Pour les articles homonymes, voir Malval (homonymie).
Le Malval est un ruisseau de France, affluent du Furan, traversant la commune de le chambon feugerolles.

## Géographie
La longueur de son cours d'eau est de 9,9 kilomètres.